# Alexandre Isaac
Alexandre Isaac ou Pierre Isaac, de son nom complet Pierre Alexandre Ildefonse Isaac (né le 1er mars 1845 à Pointe-à-Pitre - mort le 5 août 1899 à Vanves) est un administrateur et homme politique français. Directeur de l'Intérieur en Guadeloupe de 1879 à 1884, il est l'un des principaux artisans de l'organisation de l'enseignement primaire et secondaire public en Guadeloupe. Sénateur radical de la Guadeloupe de 1885 à 1899, son implication et sa grande compétence, principalement dirigées vers les questions coloniales, lui valurent d'être secrétaire du Sénat de 1892 à 1895. Il est considéré à Pointe-à-Pitre comme « une des plus grandes figures de couleur qu'aient produites les Antilles françaises ».

## Biographie
Issu de la petite bourgeoisie guadeloupéenne, Alexandre Isaac commence sa carrière dans l'administration locale. En janvier 1867, il est nommé receveur de l'enregistrement à Basse-Terre. En août 1878, il soutient sa thèse pour une licence de droit, un commentaire du Digeste L, 8 (De administratione rerum ad civitates pertinentium). En mars 1879, il devient directeur de l'Intérieur à la Guadeloupe. Il met en place en 1880 un ambitieux programme scolaire, s'inspirant des idées que faisaient alors circuler en métropole Jules Ferry, Camille Sée ou Paul Bert. 
En 1880 la Guadeloupe n'avait encore guère bénéficié des avancées des lois Guizot (1833) et Falloux (1850). Le système scolaire, confié aux Frères de Ploërmel, était encore peu développé et reproduisait de manière très marqué les inégalités entre la bourgeoisie blanche désireuse de conserver ses privilèges et la petite bourgeoisie noire, qui voulait accéder à l'éducation. Isaac présente le 25 novembre 1880 au Conseil Général un programme d'organisation scolaire instaurant un enseignement public et gratuit (via création d'écoles primaires, la formation d'un corps d'instituteurs et d'institutrices et l'organisation d'une caisse des écoles), la création du lycée Carnot de Pointe-à-Pitre, d'un enseignement professionnel et d'un enseignement agricole. L'application des lois Ferry sur la gratuité de l'enseignement primaire public (16 juin 1881) et son caractère obligatoire (28 mars 1882) permet de renforcer ce programme. Le 1er septembre 1883, le lycée de Pointe-à-Pitre est inauguré et le 13 février 1884, une école professionnelle est annexée à l'arsenal de Basse-Terre.
En 1884, il quitte ses fonctions. Après un bref passage comme avocat à la Cour d'appel de Paris, il est élu le 1er mars 1885 sénateur de la Guadeloupe à l'unanimité des voix. Durant son premier mandat, il rejoint la Gauche radicale, appartenant à la majorité radicale. Il intervient dans plusieurs discussions importantes, aussi bien générales (nationalité, budget, etc.), que plus locales (sucres en 1886, traités et conventions entre la France et la République dominicaine en 1887). Poursuivant son œuvre scolaire, il intervient auprès du gouvernement pour l'application intégrale à l'enseignement colonial des règlements métropolitains. Il fait également des démarches auprès du Ministère de l'Instruction publique et des Beaux-arts pour l'envoi de livres aux bibliothèques scolaires de Pointe-à-Pitre et de Basse-Terre et de tableaux aux musées et établissements publics de ces villes. Très désireux que la Guadeloupe et de la Martinique soient assimilés aux départements français, il propose en 1890 avec le sénateur de Martinique Vincent Allègre une loi visant la transformation des colonies françaises des Antilles en départements français, sans succès. 
Son activité est cependant dès son premier mandat surtout dirigée vers les questions coloniales. En dehors du Sénat, il écrit de nombreux ouvrages et dirige le journal La Liberté coloniale, dans le premier numéro duquel il écrit en 1888 : « Il faut que l'on finisse par se persuader en France, que les colonies ne sont pas des propriétés à exploiter, qu'elles ne constituent pas des pays conquis, soumis aux exigences de la rançon de guerre. » En 1887, il interpelle le gouvernement au sujet de l'organisation de l'Indochine puis propose l'année suivante de constituer une commission pour l'examen des réformes à introduire dans le régime des colonies et possessions françaises. Après 1889, après le vote de la loi militaire d'obligation de juillet, il demande que dans l'application de cette loi étendue aux colonies, on veuille bien prévoir des exceptions de manière à ne pas troubler la vie agricole de la France d'Outre-mer. Il demande aussi la création d'un certificat d'aptitudes agricoles et commerciales dont les titulaires seraient dispensés du service. En 1891, il fait partie de la commission tendant à modifier l'organisation de l'Algérie et s'y rend en 1892. Cette grande implication dans la vie du Sénat lui vaut d'être élu secrétaire du Sénat de 1892 à 1894.
Réélu difficilement après une « campagne électorale assez vive » en 1894, il continue à s'intéresser principalement aux colonies, et en premier lieu aux Antilles et à l'Algérie. Rédacteur de nombreux rapports au sujet de celle-ci, il propose de mieux représenter ses indigènes et de lui conférer plus d'autonomie. En 1898, lors de l'affaire Dreyfus, il s'engage du côté dreyfusard, et est l'un des fondateurs de la Ligue française pour la défense des droits de l'homme et du citoyen. Il fut vice-président du Comité de protection et de défense des indigènes de Paul Viollet. Il meurt le 5 août 1899 à son domicile de Vanves, au Sud direct de Paris.

## Principaux ouvrages publiés
- L'Immigration indienne et la nouvelle réglementation à la Guadeloupe, Pointe-à-Pitre : impr. du "Progrès", (s. d.), 68 p.
- Choses coloniales. Réponse à la Nouvelle Revue, Paris : Challamel aîné, 1884, 57 p.
- Alexandre Isaac, Questions coloniales : Constitution et Senatus-Consultes, Paris, Librairie Guillaumin et Cie, 1887, 206 p. (lire en ligne)

## Documentation
« Alexandre Isaac », dans le Dictionnaire des parlementaires français (1889-1940), sous la direction de Jean Jolly, PUF, 1960  Texte sur le site du Sénat
« Alexandre Isaac », dans Adolphe Robert et Gaston Cougny, Dictionnaire des parlementaires français, Edgar Bourloton, 1889-1891 [détail de l’édition] Texte sur le site du Sénat
« Alexandre Isaac », dans Henri Adolphe Lara, Contribution de la Guadeloupe à la pensée française : 1635-1935, Paris : Jean Crès, 1936, p. 202-214 Lire en ligne